# Diplocoelus mauritii
Diplocoelus mauritii is een keversoort uit de familie houtskoolzwamkevers (Biphyllidae). De wetenschappelijke naam van de soort werd in 1908 gepubliceerd door Antoine Henri Grouvelle.